# Mauro Ferri
Mauro Ferri, né le 15 mars 1920 à Rome et mort le 29 septembre 2015 dans la même ville, est un homme politique et un juriste italien, ancien président de la Cour constitutionnelle.
En juin 1979, il est élu député européen sur une liste du Parti social-démocrate italien.